# Winnfield
Winnfield é uma cidade localizada no estado americano de Luisiana, na Paróquia de Winn.

## Demografia
Segundo o censo americano de 2000, a sua população era de 5749 habitantes.
Em 2006, foi estimada uma população de 5250, um decréscimo de 499 (-8.7%).

## Geografia
De acordo com o United States Census Bureau tem uma área de
8,6 km², dos quais 8,6 km² cobertos por terra e 0,0 km² cobertos por água.

## Localidades na vizinhança
O diagrama seguinte representa as localidades num raio de 28 km ao redor de Winnfield.